# Etoxilação

Etoxilação de diferentes reagentes

Etoxilação é um processo industrial no qual óxido de etileno é adicionado a álcoois de ácidos graxos para resultar em propriedades detergentes. A invenção do processo é atribuída a Schöller e Wittwer na empresa IG Farben.

## Método e escopo
Numa etoxilação industrial, um álcool é tratado com óxido de etileno e hidróxido de potássio (KOH), o qual atua como um catalisador. O reator é pressurizado com nitrogênio e aquecido a aproximadamente 150 °C. Tipicamente 5-10 unidades de óxido de etileno são adicionados a cada álcool:
ROH  +  n C2H4O   →   R(OC2H4)nOH
Uma distribuição de produtos é obtida. Estes produtos são surfactantes não-iônicos importantes, dado que apresentam tanto "caudas" lipofílicas (R na equação) quanto um grupo relativamente polar na "cabeça" ((OC2H4)nOH no exemplo acima). A quantidade de óxido de etileno e o tempo de reação determinam o grau de etoxilação, que por sua vez, determina as propriedades do produto tensoativo etoxilado. Tradicionalmente os álcoois eram obtidos por hidrogenação de ácidos graxos, mas atualmente a maioria são "oxo álcoois," obtidos via hidroformilação. Em adição a álcoois, aminas e fenóis são comumente etoxilados. 
Alguns destes materiais etoxilados tem sido controversos por causa de seu uso muito difundido e a toxicidade a vida aquática e seus produtos de degradação, tais como o nonilfenol.
Álcoois etoxilados são frequentemente convertidos aos sulfatos, tipicamente se usando ácido sulfúrico ou ácido clorossulfúrico como agente de sulfonação. Um exemplo bem conhecidos é o lauriléter sulfato de sódio, um agente formador de espuma em xampus e cremes dentais, assim como um detergente industrial.